# 23 de desembre
El 23 de desembre és el tres-cents cinquanta-setè dia de l'any del calendari gregorià i el tres-cents cinquanta-vuitè en els anys de traspàs. Queden 8 dies per a finalitzar l'any.

## Esdeveniments
Països Catalans
- 1602 - Reial Monestir de Poblet: Elecció de Simó Trilla com el que seria l'últim abat perpetu d'aquest Monestir.[1]
- 1711 - Cardona (Bages): l'exèrcit borbònic es retira del Setge de Cardona del 1711 durant la Guerra de Successió Espanyola.
- 1975 - Barcelona:Creació del Consell de Forces Polítiques de Catalunya.

Resta del món
- 1672: És descobert Rea, el satèl·lit de Saturn, per Giovanni Cassini.[2]
- 1793, Savenay, Loira Atlàntic; l'exèrcit de la Primera República Francesa, acaba amb les restes de l'Exercit Reial Contrarevolucionari; acabant-se així la Revolta de La Vendée
- 1910: Ramón Barros Luco és proclamat President de Xile.[3]
- 1939, Le Havre: Salpa el vaixell De Grasse cap a Nova York amb republicans espanyols camí de l'exili, que continuarien el trajecte en tren i arribarien Tampico (ciutat mexicana).[4]
- 1990: En un referèndum d'independència, el 88,5% de l'electorat eslovè vota a favor de la independència de Iugoslàvia.
- 2008: Es produeix un cop d'estat a Guinea hores després de la mort del president Lansana Conté.[5]
- 2022: Zàmbia aboleix la pena de mort amb efecte immediat.[6]

## Naixements
Països Catalans
- 1740 - Almussafes, la Ribera Baixa: Antoni Ludenya, jesuïta i matemàtic valencià.[7][8]
- 1807 - Sallent, Bages: Antoni Maria Claret i Clarà, religiós català, fundador dels Missioners Fills de l'Immaculat Cor de Maria, claretians) i de les Religioses de Maria Immaculada Missioneres Claretianes.
- 1815 - Centelles, Osona: Ildefons Cerdà i Sunyer, enginyer, urbanista, jurista, economista i polític català (m. 1876).
- 1898 - el Cabanyal, València: Rafael Rivelles Guillem, actor valencià.
- 1936 - Reus: Aurora Batet, pionera de les dones castelleres.[9]
- 1941 - Carlet, Ribera Alta: Milagros García i Bonafé –o Mila García–, professora, pedagoga i promotora de l'esport.[10]
- 1981 - Súria, Bages: Elisabeth Rodergas i Cols, coneguda artísticament com a Beth, cantant i actriu catalana.[11]
- 1988 - Barcelona: Georgina Latre, actriu catalana de teatre, cinema i televisió; coprotagonista de la sèrie Ventdelplà.[12]

Resta del món
- 1605 - Pequín, Xina: Zhu Youxia, Emperador Tianqi, penúltim emperador de la Dinastia Ming (m. 1627).[13]
- 1634 - Viena, Arxiducat d'Àustria: Marianna d'Àustria, arxiduquessa d'Àustria i reina consort de Castella i Aragó (1649- 1665) i regent de Castella i Aragó (1665-1675).[14]
- 1790 - Fijac, França: Jean-François Champollion, pare de l'egiptologia.
- 1804 - Boulogne-sur-Mer, França: Charles-Augustin Sainte-Beuve, crític literari francès (m. 1869).
- 1830 - Londres: Charlotte Alington Barnard, «Claribel», compositora anglesa de balades i cants populars (m. 1869).[15]
- 1869 - Reading ,Berkshire (Anglaterra): Hugh Allen, musicòleg, organista i mestre de cor anglès (m. 1946).[16]
- 1881 - Moguer, província de Huelva, Andalusia, Espanya: Juan Ramón Jiménez, poeta en espanyol.
- 1906 - Nova York: Alice Kober, filòloga i arqueòloga estatunidenca, posà les bases per desxifrar l'escriptura lineal B (m. 1950).[17]
- 1911 - Londres (Anglaterra): Niels Kaj Jerne, metge danès, Premi Nobel de Medicina o Fisiologia de l'any 1984 (m. 1994).
- 1916 - Milà (Itàlia): Dino Risi, director de cinema i guionista italià (m. 2008).
- 1929 - Yale, Estats Units: Chet Baker, trompetista i cantant de jazz nord-americà (m. 1988).
- 1933 - Palau Imperial de Tòquio (Japó): Akihito, 125è emperador del Japó entre 1989 i 2019.
- 1940 - Saint Albans, Regne Unit: Margaret Bent, musicòloga, professora universitària i investigadora musical.[18]
- 1943 - Youngstown, Ohio, Estats Units: Elizabeth Hartman, actriu de cinema, teatre i televisió estatunidenca (m. 1987).[19]
- 1944 - Chicago, Illinois (EUA): Wesley Clark, general de l'Exèrcit dels Estats Units.
- 1945 - Atenes (Grècia): Georges Aperghis, músic grec de música contemporània.[16]
- 1946 - Bratislava, Eslovàquia: Edita Gruberová, cantant d'òpera eslovaca.[20]
- 1950 - Salamanca, Espanya: Vicente del Bosque González, jugador i entrenador de futbol.
- 1964 - Evanston, Illinois (EUA): Eddie Vedder, vocalista i un dels compositors i guitarristes de Pearl Jam.
- 1975 - Jerusalem: Yasmin Levy, cantant israeliana d'origen i estil musical sefardita, que canta en judeocastellà.[21]
- 1977 - Valdagno: Cristina Castagna, alpinista italiana coneguda per ser la primera dona del seu país en coronar el Makalu (m. 2009).[22]
- 1978 - Peterborough, Ontario (Canadà): Estella Warren, nedadora, model i actriu canadenca.
- 2002 - Vancouver, Colúmbia Britànica (Canadà): Finn Wolfhard, actor canadenc.

## Necrològiques
Països Catalans
- 1896 - Sabadell: Isabel Vilà i Pujol, mestra, considerada la primera sindicalista catalana.[23]
- 1956 - Mataró: Josep Puig i Cadafalch, arquitecte modernista, historiador de l'art i polític català. (n. 1867).
- 1983 - la Galera, Montsià: Isidre Nadal Baqués, Llum de la Selva, seguidor de la no-violència, naturista, ecologista, vegetarià i crudívor català (n. 1877).
- 1995 - Barcelona: Artur Bladé i Desumvila, periodista i escriptor català (n. 1907).

Resta del món
- 1638 - Ravenna: Barbara Longhi, pintora italiana de retrats i de la temàtica Verge amb Nen (n. 1552).[24]
- 1834 - Bath, Anglaterra: Thomas Malthus, economista i demògraf anglès conegut principalment per les seves teories pessimistes pel que fa a l'evolució de la població mundial.
- 1873 - Hyde Park: Sarah Moore Grimké, abolicionista, escriptora i sufragista (n. 1792).
- 1917 - París: Eudald Duran i Reynals, escriptor noucentista barceloní (n. 1891).
- 1930 - Interlaken, Suïssa: Marie Fullinger, soprano austríaca.
- 1948 - Tòquio (Japó): Hideki Tojo, polític i militar de l'Imperi del Japó executat a la forca (n. 1884).[25]
- 1953 - Moscou RSFS de Rússia (Unió Soviètica): Lavrenti Béria, polític soviètic, cap de la Seguretat soviètica i de l'aparell de la policia secreta sota Stalin (n. 1899).
- 1962 - Arad, Romania: Stefan Hell, físic alemany d'origen romanès, Premi Nobel de Química de l'any 2014.
- 1979:
  - Pàdua, Itàlia: Peggy Guggenheim, col·leccionista i mecenes nord-americana (n. 1898).[26]
  - Los Angeles, Califòrnia, Estats Units: Ernest B. Schoedsack, director, productor i director de fotografia estatunidenc (86 anys)
- 1993 - Barcelona: Bràulia Cànovas Mulero, militant republicana espanyola, activista de la CNT i supervivient als camps de concentració nazis (n. 1920).[27]
- 1996 - Sarzana, Ligúria, Itàlia: Rina Ketty, cantant francesa nascuda a Itàlia (n. 1911).[28]
- 2007 - Mississauga, Ontario (Canadà): Oscar Peterson, pianista i compositor quebequès de jazz (n.1925).
- 2013:
  - Shutesbury, Massachusetts, Estats Units: Yusef Lateef, músic nord-americà (n. 1920).
  - Ijevsk, Udmúrtia, (Rússia): Mikhaïl Kalàixnikov, dissenyador d'armes i militar rus conegut principalment per inventar el fusell d'assalt AK-47 (n. 1919).
- 2021 - Nova York, EUA: Grace Mirabella periodista de moda estatunidenca, editora en cap de la revista Vogue. (n. 1929)

## Festes i commemoracions
- Onomàstica: sant Dagobert II, rei franc; Thorlac de Skalholt, bisbe d'Islàndia; Joan de Kenty, prevere; Vintila d'Ourense, eremita; beat Nicolau Factor, frare; beat Joan Cirita, abat; venerable Lluïsa de França (Teresa de Sant Agustí), carmelita.